# Ross Caldwell
Ross Caldwell (* 26. Oktober 1993 in Bellshill) ist ein schottischer Fußballspieler, der bei Greenock Morton spielt.

## Vereinskarriere
Ross Caldwell begann im Alter von sieben Jahren mit dem Fußballspielen, wobei er in der folge bei zahlreichen Jugendvereinen in Schottland spielte. Im Alter von 11 Jahren zog er mit seiner Familie von Bothwell nach Hamilton. Von der U-15 der Whitehill Wanderers aus Hamilton wechselte Caldwell schließlich in die Jugend von Hibernian Edinburgh. Hier konnte er in der Saison 2011/12 für die Hibs im Ligaspiel gegen die Glasgow Rangers debütieren, nachdem er für Leigh Griffiths eingewechselt wurde. Im März 2012 unterschrieb Caldwell einen neuen Vertrag bis 2014 bei den Hibees. Mit Hibernian erreichte der Stürmer das Pokalfinale 2012/13 das mit 0:3 gegen Celtic Glasgow verloren wurde, Caldwell kam in der 78. Minute für Kevin Thomson in das Spiel. Im Januar 2014 wurde er an Alloa Athletic verliehen. Nach Ablauf der Leihe wechselte er zum FC St. Mirren. Nach einem halben Jahr Vereinszugehörigkeit wechselte Caldwell zu Greenock Morton.